# Strophurus wilsoni
Espèce
Synonymes
- Diplodactylus wilsoni Storr, 1983

Strophurus wilsoni est une espèce de geckos de la famille des Diplodactylidae.

## Répartition
Cette espèce est endémique d'Australie-Occidentale.

## Étymologie
Cette espèce est nommée en l'honneur de Stephen Karl Wilson.

## Publication originale
- Storr, 1983 : Two new lizards from Western Australia (genera Diplodactylus and Lerista). Records of the Western Australian Museum, vol. 11, n. 1, p. 59-62 (texte intégral).